# Лачедонія
Лачедонія (італ. Lacedonia) — муніципалітет в Італії, у регіоні Кампанія, провінція Авелліно.
Лачедонія розташована на відстані близько 270 км на схід від Рима, 105 км на схід від Неаполя, 60 км на схід від Авелліно.
Населення — 2380 осіб (2014).
Щорічний фестиваль відбувається 6 грудня. Покровитель — святий Миколай.

## Демографія
Населення за роками:

Станом на 1 січня 2023 року в муніципалітеті офіційно проживало 114 іноземців з 23 країн, серед них 38 громадян країн Євросоюзу та 2 громадяни України.

## Сусідні муніципалітети
- Акуїлонія
- Бізачча
- Мельфі
- Монтеверде
- Роккетта-Сант'Антоніо
- Сант'Агата-ді-Пулья
- Скампітелла